# الخيمة السوداء
الخيمة السوداء (بالإنجليزية: The Black Tent)‏ هو فيلم حرب بريطاني، صُور في ليبيا وأنتج عام 1956 من إخراج بريان ديزموند هيرست.

## ملخص
تدور أحداث الفيلم في شمال إفريقيا خلال الحرب العالمية الثانية، في الأيام الأخيرة للإدارة العسكرية البريطانية في ليبيا من عام 1945 إلى عام 1951.

## ممثلون
- دونالد سيندن
- أنتوني ستيل
- آنا ماريا ساندري
- أندريه موريل
- دونالد بليزانس[3]